# 26 Broadway
El 26 Broadway (también conocido como Standard Oil Building) es un edificio de 31 pisos, y 159 metros de altura, que está en Nueva York, en el extremo sur de Manhattan, en Bowling Green. Su estructura se encuentra actualmente en el puesto n.º 197, en cuanto a los edificios más altos de en Nueva York; y en el 572, en cuanto a los más altos de Estados Unidos. Fue uno de los primeros en Manhattan en tener retranqueos, y la pirámide que lo corona está inspirada en el Mausoleo de Halicarnaso. El edificio fue declarado como Hito histórico de Nueva York en 1995.

## Descripción
26 Broadway está delimitada por Broadway al noroeste y al oeste (a lo largo de Bowling Green), Beaver Street al sur y New Street al este / sureste. Ocupa los lotes físicos de 10-30 Broadway, 1-11 Beaver Street y 73-81 New Street. Inmediatamente al sur está 2 Broadway, mientras que el edificio Cunard (25 Broadway), 11 Broadway y la escultura Charging Bull se encuentran directamente al oeste. La estación Whitehall Street del Metro de Nueva York (servida por los trenes R y W) y la estación Bowling Green (servida por los trenes 4 y 5) están ubicadas a menos de una cuadra al sur.
El edificio fue diseñado por Thomas Hastings de Carrère and Hastings en el estilo neorrenacentista, junto con Shreve, Lamb & Blake. De los arquitectos principales de la última firma, Richmond Shreve supervisó la construcción de la expansión del edificio y se le asignó la tarea de resolver problemas logísticos; sin embargo, no se sabe mucho sobre las tareas realizadas por William F. Lamb y Theodore Blake. La estructura tiene 160 m de altura, con 31 pisos.

### Forma
El edificio tiene una masa compleja: su parte inferior ocupa todo el lote pentagonal, siguiendo el contorno curvo de Broadway en ese punto, mientras que su torre está alineada con la cuadrícula a la que se conforman los otros rascacielos del Bajo Manhattan. Un profundo patio de luces atraviesa el centro de la fachada de Beaver Street, que fue la última sección que se construyó debido a la presencia de un lote ocupado por Childs Restaurants.
El edificio Standard Oil original, un edificio de 15 o 16 pisos inicialmente revestido de ladrillo, todavía existe en la base del rascacielos moderno. Los pisos interiores de las porciones anexas se diseñaron para que estuvieran al mismo nivel que los pisos del edificio original. Los pisos más nuevos se sostienen mediante cerchas sobre la estructura original, en lugar de descansar sobre las paredes del edificio más antiguo. En total, la base del edificio es de 16 pisos.
La sección de la torre del 26 de Broadway contiene 13 pisos adicionales por encima del borde norte de la base ampliada. Una columnata se encuentra fuera de los tres pisos superiores a cada lado. La torre está coronada por una pirámide de estilo zigurat que se inspiró en el mausoleo de Halicarnaso. La pirámide se agregó cuando el edificio se expandió en la década de 1920, y su remate superior está a 150 m sobre el nivel del suelo. La pirámide contiene un caldero que inicialmente se encendió con queroseno, el material con el que los fundadores de la Standard Oil, la familia Rockefeller, obtuvieron sus primeros beneficios. La luz del caldero se apagó después de 1956.

### Fachada
La fachada del edificio moderno se compone principalmente de piedra caliza de Indiana de color beige, que cubre la torre y gran parte de la base. La piedra caliza en los pisos inferiores es rústica. La fachada del edificio original era de ladrillo rojo y granito, por lo que parecía que la sección original estaba separada de la estructura expandida. Parte de esta fachada es visible desde New Street, pero la fachada de Broadway fue totalmente reemplazada por piedra caliza. Una pequeña parte de la fachada sur del edificio original todavía es visible, pero se le dio una capa de piedra caliza.
26 Broadway presenta numerosos retranqueos en su fachada, según lo ordenado por la Ley de Zonificación de 1916. El contratiempo más bajo se encuentra en el décimo piso en los lados de las calles New y Beaver. Otros retrocesos se encuentran por encima del piso 16, donde la base del edificio pasa a la torre, y por encima de los pisos 18 y 22 de la torre.
La fachada de Broadway se inclina ligeramente hacia el sur: en la parte norte del edificio, el nivel del suelo está a la misma altura que el segundo piso del edificio. La entrada principal se encuentra cerca del centro de la fachada curva de Broadway; consta de un arco empotrado de doble altura, con enjutas elaboradamente talladas en su parte superior. Las ventanas en arco de doble altura están ubicadas a ambos lados del arco de entrada principal. También hay dos entradas secundarias en 24 y 28 Broadway, ubicadas respectivamente al sur y al norte del arco principal; estas están ubicadas dentro de portales rematados por frontones y relojes. El primero fue históricamente una entrada al espacio comercial, mientras que el segundo proporciona acceso al edificio original.
En Beaver Street hacia el sur, el nivel del suelo está a la misma elevación que el primer piso y contiene vitrinas comerciales. La fachada de Beaver Street se divide en tres secciones. La sección central solo llega al tercer piso y contiene una cornisa sobre pilastras verticales que sobresalen, mientras que las secciones exteriores más altas contienen ventanas arqueadas de doble altura entre las aberturas de ventanas más pequeñas. En New Street, la fachada se divide en dos secciones: la sección norte está hecha de ladrillo y granito, y la sección sur está hecha de piedra caliza.

### Fundación
El edificio moderno se construyó en varias fases alrededor de los edificios preexistentes en el sitio. Los edificios fueron ocupados por numerosos inquilinos, a quienes se les permitió permanecer temporalmente en el lugar debido a la escasez de espacio para oficinas en el Bajo Manhattan en la década de 1920. Las estructuras incluyeron el edificio Welles en 14-20 Broadway, en el límite occidental del sitio de construcción moderno; el New York Produce Exchange en Broadway y Beaver Street, en la esquina suroeste del sitio; el Edificio Lisbon en Beaver y New Streets, en la esquina sureste del sitio; y una ubicación de Childs Restaurants de cinco pisos en el medio de la cuadra en Beaver Street, en el límite sur. [a] La estructura original de Standard Oil estaba ubicada en el límite norte del sitio.
Para complicar aún más el trabajo, se encontró la presencia de arenas movedizas a unos 4,6 a 5,5 m por debajo del suelo, debajo de las cuales había una capa dura de arcilla, grava y rocas. El edificio Welles y el edificio Standard Oil original tenían bases gruesas que se adentraban en las arenas movedizas, aunque solo unas pocas de las bases alcanzaban la superficie dura. Por lo tanto, se construyó un muro de coferdán debajo de parte del sitio ampliado, extendiéndose hasta el lecho rocoso en el nivel más profundo. Luego se llevó a cabo un complejo sistema de apuntalamiento para que los edificios existentes no se derrumbaran mientras se realizaba la excavación y construcción de los cimientos.

### Características
La entrada contiene un vestíbulo de 12 m de altura. El interior cuenta con 19 ascensores; los ascensores del edificio original se quitaron cuando se construyó la ampliación. El piso 23 contenía canchas de squash con vestidores y duchas contiguas. El piso 21, que albergaba la sala de juntas de la sucesora de Standard Oil, Socony, cubría 190 m² y tenía un techo de doble altura con paneles en relieve; una chimenea de piedra caliza; y revestimiento de madera de roble.
El edificio contiene un sótano de 3 m de profundidad, así como un sub-sótano de 11 m de profundidad. Todo el equipo mecánico de 26 Broadway se encuentra en el subsótano.

## Historia

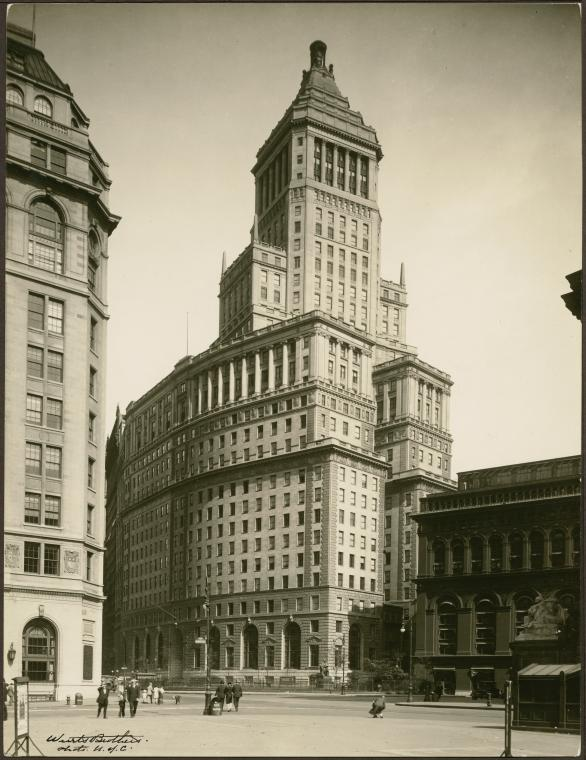
El 26 Broadway hacia 1900.

El edificio fue construido originalmente en 1885 de acuerdo a las especificaciones de diseño, por el arquitecto Francis H. Kimball, cuando la Standard Oil trasladó su sede desde Cleveland (Ohio). El primer edificio de la Standard Oil en este emplazamiento fue un edificio de 10 pisos, de 86 metros de ancho que se extendía entre Broadway y North Street, y que fue diseñado por Ebenezer L. Roberts. En 1895, se le añadieron seis plantas y una extensión de 8,2 metros de ancho, la cual se aplicó en su lado norte, y fue diseñada por Kimball y Thompson. Tras la Primera Guerra Mundial, Walter C. Teagle tomó la decisión de ampliar en gran medida la estructura mediante la compra de los cuatro edificios vecinos colindantes, sin tener que demoler ninguno de ellos, es decir, renovarlos ampliamente, de modo que el nuevo edificio se parecía a uno.
Todo ello fue llevado a cabo entre 1921 y 1928 por Thomas Hastings, (de Carrère and Hastings) y Shreve, Lamb and Blake como arquitectos asociados. Hastings, que ayudó a diseñar el Cunard Building (más tarde llamado Standard & Poors Building), fue elegido como arquitecto principal. En el momento de su construcción, la pirámide fue la torre más alta del extremo sur de Manhattan, y su extremo superior se iluminó a modo de faro, para los barcos que llegaban al puerto.
En 1946, la Standard Oil de Nueva Jersey (entonces llamada Esso), se trasladó al n.º 75 de Rockefeller Plaza; y la división de Mobil, se trasladó al n.º 150 de la calle 42 en 1954. La Standard Oil vendió el edificio en 1956.

## Museos
Las partes más bajas del edificio se han utilizado como museos en alguna ocasión; el Museum of American Finance desde 1988 hasta 2006, y el Sports Museum of America desde 2008 hasta 2009.